# Haytham Tambal
Haytham Tambal (28 november 1978) Is een Soedanees voetballer die als aanvaller speelt bij Al-Merreikh Omdurman en het Soedanees voetbalelftal.

## Carrière
Hij begon met voetballen in 2003 bij Al-Hilal Omdurman en in 2006 maakte hij zijn eerste transfer naar een buitenlandse club namelijk het Zuid-Afrikaanse Orlando Pirates en sinds 2007 voetbalt hij weer in eigen land bij Al-Merreikh Omdurman.